# Утягуловский сельсовет
Утягуловский сельсовет — муниципальное образование в Зианчуринском районе Башкортостана.

## История
Согласно «Закону о границах, статусе и административных центрах муниципальных образований в Республике Башкортостан» имеет статус сельского поселения.

## Население
| 2002  | 2009  | 2010  | 2012  | 2013  | 2014  | 2015  |
| ----- | ----- | ----- | ----- | ----- | ----- | ----- |
| 1545  | ↗1547 | ↘1324 | ↘1292 | ↘1261 | ↗1266 | ↘1240 |
| 2016  | 2017  |       |       |       |       |       |
| ↘1217 | ↘1207 |       |       |       |       |       |

## Состав сельского поселения
| № | Населённый пункт | Тип населённого пункта          | Население |
| - | ---------------- | ------------------------------- | --------- |
| 1 | Утягулово        | деревня, административный центр | ↘478      |
| 2 | Идяш             | деревня                         | ↘613      |
| 3 | Юнаево           | деревня                         | ↘183      |
| 4 | Лукьяновский     | деревня                         | ↘50       |